# Courir (chaîne de magasins)
Pour les articles homonymes, voir Courir (homonymie).
Courir est une enseigne française de magasins de chaussures de sports fondée par Léon et Lucien Odier en 1980.
Courir est le leader du marché de la sneakers en France, avec plus de 250 magasins en France métropolitaine.[réf. nécessaire]

## Historique
L'enseigne Courir est à l'origine une filiale de Go Sport créée en 1980.
En 1988, la société est rachetée par la holding grenobloise Genty-Cathiard.
En 1990, le groupe Rallye rachète Genty-Cathiard.

Logo de courir depuis février 2010

Au 31 décembre 2019, l’enseigne Courir compte 278 magasins en Europe, et accélère son développement international depuis 2018, en Espagne, en Belgique et au Portugal. L'enseigne est également présente dans les DROM-COM et hors d'Europe en franchise, notamment à la Réunion, en Guyane, au Maghreb et au Moyen-Orient.
En mars 2019, Courir devient le Groupe Courir à l’occasion du rachat de l’enseigne à la holding Rallye (maison mère du groupe Go Sport et du groupe Casino) par le fonds d'investissement Equistone Partners Europe pour 283 millions d'euros,,,.
La société est rachetée par le Britannique JD Sports en 2023 après une offre d'achat de 520 millions d'euros (325 millions de rachat + 195 millions de reprise de dette).

## Magasins dans le monde
- France  : (284 magasins en propre et en franchises) [12]
- Belgique  : (17 magasins) [13]
- Luxembourg  : (2 magasins) [13]
- Espagne : (21 magasins) [14]
- Portugal  : (2 magasins) [13]
- Qatar : (136 magasins)
- Maroc : (6 magasins)[15]
- Côte d'Ivoire : (1 magasin)